# Lijst van rijksmonumenten in Geulle
De plaats Geulle telt 19 inschrijvingen in het rijksmonumentenregister. Hieronder een overzicht.
| Object                                                    | Oorspronkelijke functie?  | Bouwjaar                                             | Architect | Locatie                 | Coördinaten?                  | Nr.?   | Afbeelding                                |
| --------------------------------------------------------- | ------------------------- | ---------------------------------------------------- | --------- | ----------------------- | ----------------------------- | ------ | ----------------------------------------- |
| Kasteel Geulle                                            | Bijgebouwen kastelen enz. | 17e eeuw (kasteel) 16e eeuw-18e eeuw (drie schouwen) |           | Geulderlei 1            | 50° 55' 30" NB, 5° 44' 26" OL | 28474  | Meer afbeeldingen                         |
| Pastorie                                                  | Kerkelijke dienstwoning   | 1782                                                 |           | Kommelderweg 1          | 50° 55' 42" NB, 5° 44' 25" OL | 28475  | Pastorie                                  |
| Sint-Martinuskerk                                         | Kerk en kerkonderdeel     | 14e eeuw                                             |           | Kerkplein 2A            | 50° 55' 40" NB, 5° 44' 23" OL | 28476  | Meer afbeeldingen                         |
| Grote bakstenen herenhoeve met binnenplaats (tiendschuur) | Boerderij                 | laatste helft 18e eeuw                               |           | Kerkplein 2             | 50° 55' 38" NB, 5° 44' 22" OL | 28477  | Meer afbeeldingen                         |
| Huis van baksteen                                         | Boerderij                 | 19e eeuw                                             |           | Kerkplein 8             | 50° 55' 40" NB, 5° 44' 19" OL | 28478  | Meer afbeeldingen                         |
| Huis van baksteen                                         | Woonhuis                  | 1846                                                 |           | Kerkplein 10            | 50° 55' 40" NB, 5° 44' 18" OL | 28479  | Meer afbeeldingen                         |
| Huis van baksteen                                         | Boerderij                 | 19e eeuw                                             |           | Kerkplein 9             | 50° 55' 40" NB, 5° 44' 19" OL | 28480  | Meer afbeeldingen                         |
| Twee met vazen bekroonde pilaren                          | Grensafbakening           |                                                      |           | Geulderlei t.o. Kasteel | 50° 55' 33" NB, 5° 44' 17" OL | 28481  | Meer afbeeldingen                         |
| Waterput                                                  | Straatmeubilair           |                                                      |           | Aan de Maas bij 11      | 50° 55' 44" NB, 5° 44' 8" OL  | 28482  | Waterput                                  |
| Waterput                                                  | Straatmeubilair           | ca. 1865                                             |           | Snijdersberg 12         | 50° 55' 29" NB, 5° 45' 17" OL | 28483  | Meer afbeeldingen                         |
| Molen van Hulsen of Onderste Molen                        | Industrie- en poldermolen | onbekend / 1878 (herbouw)                            |           | Snijdersberg 31         | 50° 55' 23" NB, 5° 45' 10" OL | 28484  | Meer afbeeldingen                         |
| Bakstenen hoeve met gesloten binnenplaats                 | Boerderij                 | eerste helft 19e eeuw                                |           | Hussenbergstraat 1      | 50° 55' 46" NB, 5° 45' 19" OL | 28485  | Bakstenen hoeve met gesloten binnenplaats |
| Hoeve van baksteen                                        | Boerderij                 | 18e-20e eeuw                                         |           | Hussenbergstraat 4      | 50° 55' 45" NB, 5° 45' 20" OL | 28486  | Meer afbeeldingen                         |
| Hoeve van vakwerk en baksteen                             | Boerderij                 | 18e-19e eeuw                                         |           | Westbroek 14            | 50° 54' 59" NB, 5° 44' 20" OL | 28487  | Hoeve van vakwerk en baksteen             |
| Hoeve in haakvorm van baksteen en vakwerk                 | Boerderij                 | laatste helft 18e eeuw - eerste helft 19e eeuw       |           | Westbroek 59            | 50° 55' 16" NB, 5° 44' 23" OL | 28488  | Hoeve in haakvorm van baksteen en vakwerk |
| Kanaalbrug Geulle                                         | Brug                      | 1934                                                 |           | Essendijk bij 1         | 50° 55' 25" NB, 5° 44' 28" OL | 507220 | Meer afbeeldingen                         |
| Voormalig gemeentehuis                                    | Bestuursgebouw en onderdl | 1865                                                 |           | Kerkplein 5A-E          | 50° 55' 40" NB, 5° 44' 21" OL | 507226 | Meer afbeeldingen                         |
| Tot villa verbouwde boerderij in stijl Expressionisme     | Woonhuis                  | 1910                                                 |           | Snijdersberg 10         | 50° 55' 29" NB, 5° 45' 15" OL | 507231 | Meer afbeeldingen                         |
| Kerkhofmuur R.K. Kerk v.d. H. Martinus                    | Kerk en kerkonderdeel     | 1890                                                 |           | Kerkplein 6a            | 50° 55' 40" NB, 5° 44' 23" OL | 507234 | Meer afbeeldingen                         |